# Après le bal
Après le bal ("Efter balen") är en fransk stumkortfilm, skapad och utgiven 1897. Filmen regisserades och producerades av Georges Méliès. Filmen innehåller den första nakenscenen i filmhistorien.

## Skådespelare
- Jane Brady - Tjänare
- Jeanne d'Alcy - Kvinna